# Дрогобычский трамвай
Дрогобычский трамвай — трамвайная система, которую планировалось
построить в Дрогобыче в начале XX века.

## История
Проект строительства трамвайной линии в Дрогобыче был основан городской элитой магистрата ещё в 1909 году.
В первой половине марта 1909 года бургомистр Раймунд Ярош поддержал идею львовских и дрогобычских инженеров проложить в Дрогобыче трамвайную колею, которая должна серьезно модернизировать инфраструктуру
Дрогобыча. Как оказалось, еще в декабре 1908 года одна из частных
строительных фирм во главе с заместителем государственной железной
дороги во Львове дремал Сайнфельд подали краткий план строительства
электрической трамвайной колеи. Трассу было запроектировано от главной
железнодорожной станции, вдоль улицы Стрыйской к рыночной площади,
далее вдоль улицы Трускавецкой к малой станции Дрогобыч-Трускавец
(сегодня находится на левом берегу от железнодорожного переезда на
Трускавецкой). Общая протяженность первого этапа проекта составила три
километра, а оплата проезда по курсу «трамвайного телеги» должна была
составить 30 грошей от железнодорожного вокзала до площади рынок, и
20 денег — с рынка к малой станции. Общественность города бодро
приветствовала проект магистрата, ведь дорога к вокзалам всегда была проблемной из-за наличия болота на дорогах, загрузки телегами и тому подобное.
20 декабря 1913 года журналисты газеты «Tygodnik Drohobycki»
«золотыми буквами» вписали в историю Дрогобыча,
ведь это был «день триумфа труда, доброй воли и прогресса, когда
магистрат Дрогобыча сделал серьезную попытку модернизировать провинциальный
Дрогобыч до развитого европейского города».
24 января 1914 года журналисты опубликовали информацию о
ситуации в Задворном предместье Дрогобыча, интеллигенция и
политическая элита которого в лице, в частности, господина Свирняка решили
обжаловать в суде утверждённый проект строительства электростанции и
трамвайной линии.
20 февраля 1914 украинская газета «Дело» все же сообщила
общественности края о продолжении работ по реализации проекта
трамвайной линии в Дрогобыче. В настоящее время Министерство железных
дорог дало право Акционерному обществу в Вене в течение одного года
управлять ведением дел технических железных дорог с целью завершения
строительства электрической трамвайной линии в Дрогобыче. Отмечалось,
что трамвайная колея, согласно предварительным проектам, должна
проходить через улицу Стрыйскую к площади Рынок, «с возможным
продолжением её через рынок», вдоль улицы Мицкевича, вплоть до улицы
Лишняской.
Программа строительства трамвайной линии была частично остановлена в
связи с судебным протестом жителей предместья. Правда, с другой стороны, проект не успели бы реализовать, поскольку на это явно нужен был не один год, а в сентябре 1914 года Дрогобыч был занят русскими войсками.